# Evelien Broekaert
Evelien Broekaert (8 augustus 1982) is een Vlaamse actrice. 
Ze studeerde af aan het Rits in Brussel.
Broekaert is actief bij het theatergezelschap Compagnie Barbarie, dat ze samen met zes studiegenoten (Sarah Vangeel, Ruth Beeckmans, Liesje De Backer, Karolien De Bleser, Amber Goethals en Lotte Vaes) in 2006 oprichtte.
Haar bekendste televisierol is die van Caroline in de Vlaamse televisieserie Click-ID. Caroline (Caro voor de vrienden) is een van de vijf redacteurs van de jongerenwebsite Click-ID. Broekaert speelt de rol sinds de start van de reeks, in 2009. Daarvoor had ze een gastrol in W817.
In 2011 speelt ze een gastrol in Vermist III.